# Manufactura textil
La manufactura textil consiste en el proceso de fabricación de textiles, que constituye una industria muy importante en el mundo. Se basa en la conversión de fibra en hilo, hilado en tejido. Estos son luego teñidos o impresos, transformados en telas. Se utilizan diferentes tipos de fibras para producir hilo. El algodón sigue siendo la fibra natural más importante del mundo.
El procesamiento usual de los textiles incluye 4 etapas: formación del hilo a partir de la fibra, formación de la tela, proceso de humidificación y fabricación.
Los tres principales tipos de telas más importantes del mundo son las fibras como 
son:
- fibras naturales vegetales (tales como el algodón, lino, jute y cáñamo.)
- fibras hechas por el hombre.
  - hechas artificialmente sobre la base de materias primas naturales (tal es el caso del rayón, acetato, modal, cupro y lyocell, recientemente desarrollado.)
  - fibras sintéticas (una subclasificación de las fibras hechas por el hombre, las cuales usan frecuentemente elementos químicos sintéticos como base en lugar de provenir de químicos naturales extraídos por puros proceso físicos.)
- fibras basadas en proteínas (como la lana, seda y angora).

## Procesamiento a mano de obra

### Lana
El proceso de formación de hilo a través de fibras animales (lana de oveja etc.) varía con respecto a la formación con fibras de plantas. Tal es el caso de la lana o compuestos de ella. Para obtener la fibra del cabello animal se lleva a cabo:

#### Esquilacion

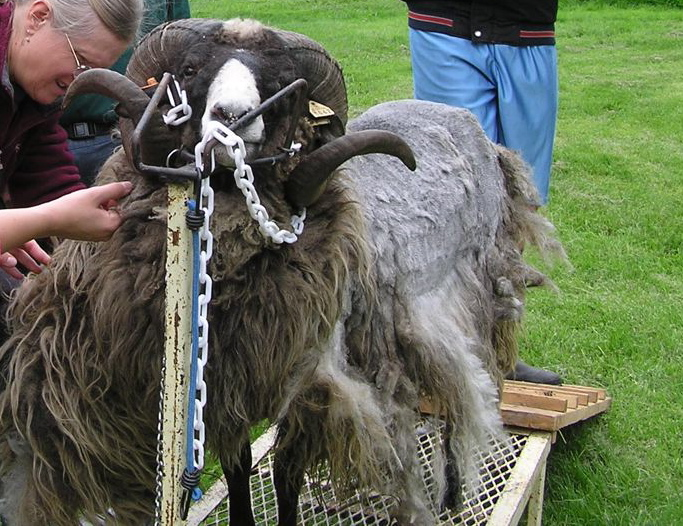
Oveja en fase de esquila.

El primer paso para obtener la lana o cabello del animal es por medio de la esquilación. Consiste en retirar o rasurar la lana del animal. Puede hacerse con unas tijeras manuales especiales para ello o una máquina de dos hojas, que funciona utilizando la fuerza motriz eléctrica.
Esquiladores profesionales pueden esquilar una oveja en uno o dos minutos.

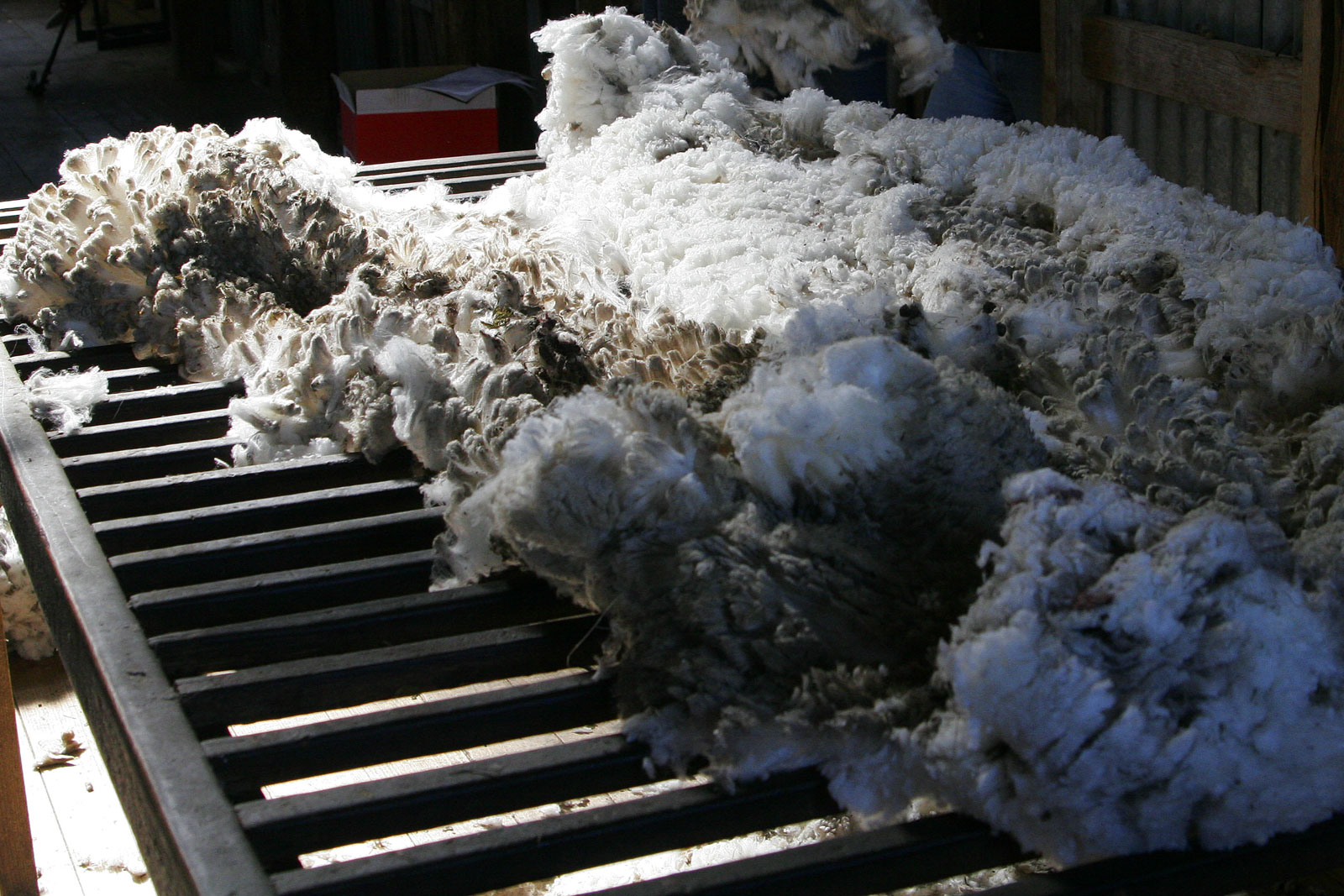
Vellón o lana esquilada.

Cuando la lana o vellón se extrae de la oveja se obtiene una sola pieza. También, es mejor si el esquilador corta suficientemente cerca de la piel de manera que un segundo corte no es requerido. Un segundo corte hace muy cortas las fibras, las cuales son más difíciles y menos agradables de manejar y torcer.
Razas primitivas, como la escocesa oveja de Soay tiene que ser arrancada, no rasurada, ya que el pelambre es más largo que la suave lana o el vellón debe recogerse del campo después de que ha caído.

#### Selección
La selección consiste en descartar toda la lana que no es viable para torcerse (muy corta o con restos de excremento). A veces se puede hilar esta lana, con mucho esfuerzo extra, si se desea (el excremento se lava, las fibras cortas con dificultad se tuercen y se apañan otras desventajas), pero este paso puede evitarse. También uede seleccionarse mientras se realiza el cardado.
Limpieza
Antes de cardar la lana, debe ser limpiada. En este punto el vellón esta lleno de lanolina y suele contener materiales vegetales, como palos, varas, lapa o paja. Una forma de prevenir que se adhieran los materiales vegetales a la lana es poner a la oveja un abrigo durante de todo el año.
En este punto hay dos alternativas:
- La primera es simplemente extraer los materiales vegetales y seguir con el siguiente paso, conservando la lanolina en la lana. Las personas que escogen retorcer en la grasa (es decir, con la lanolina todavía en la lana) prefieren este método, y esperan a lavar la lanolina hasta terminar de retorcer. También la lanolina puede dejarse en la lana aún después de retorcer, logrando telas impermeables.
- Si no se desea retorcer en la grasa, la otra opción es quitar los materiales vegetales y la lanolina. Lavar la lana en esta etapa puede ser un proceso tedioso. Algunas personas lo lavan por pequeñas áreas muy cuidadosamente y luego lo dejan secar en una tabla al sol. Otras sumergen toda la lana en una pila de agua y jabón (con detergente lavatrastes funciona bien), deja reposar, lo baten y vuelven a llenar la pila con agua nueva hasta que la lana queda limpia (de jabón y tierra). En una fábrica de cardado ponen el vellón en una lavadora (que ha sido ligeramente modificada con ese propósito) y disuelven la lanolina mediante el jabón y agua muy caliente. Todas estas formas funcionan. Lo que hay que evitar es restregar el vellón contra sí mismo. Si la lana se comprime o restriega, se convierte en fieltro e hilarlo se hace imposible. El fieltro, cuando es hecho a propósito (con agujas, químicos o simplemente comprimiendo las fibras una contra otra) puede usarse para crear prendas.

#### Cardado o peinado

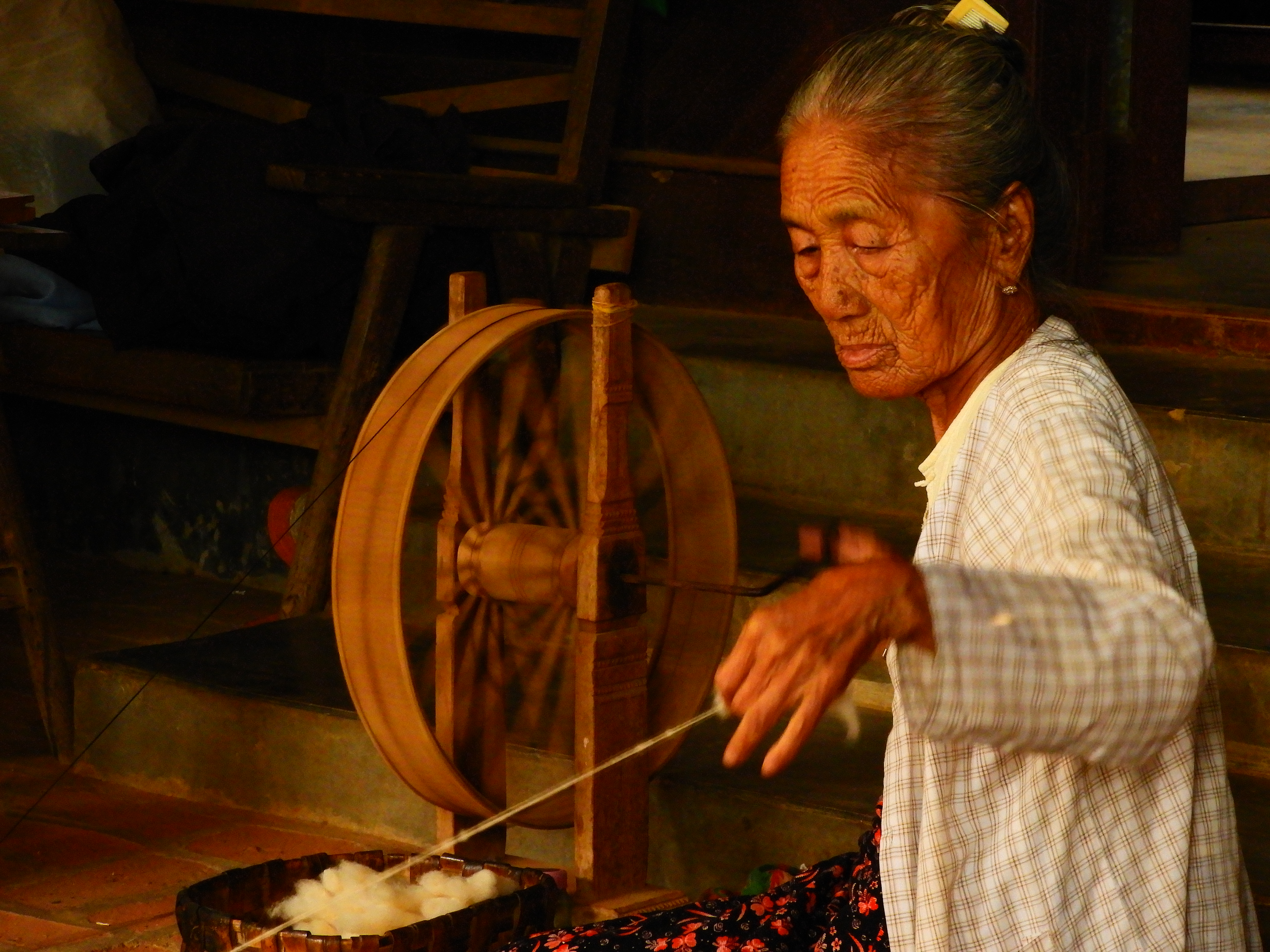
Hiladora tradicional en su casa familiar en Old Bagan, Myanmar (2019).

Antes del retorcido es una buena idea dejar la lana en un estado ligeramente más manejable. Es posible retorcer la lana directamente, si es que está muy limpia, 

#### Retorcido o hilado
Es retorcer varias fibras cortas a la vez para unirlas y producir una hebra continua; cuando se hilan (retuercen) filamentos largos se obtienen hilos más resistentes, llamados también «hilaza

## Procesamiento a máquina

### Lana

#### Hilado
Para convertir el algodón en fibras, se debe hilar.
Antiguamente, se hacía a mano con una máquina rueca.
Actualmente, se realiza con una máquina llamada hiladora mecánica.

## Formación de la tela

### Bordado
Bordado: se añaden hilos a la superficie de un textil terminado.
-->